# Winfried Mittrowski
Winfried Mittrowski (* 23. September 1938) ist ein ehemaliger deutscher Fußballspieler.

## Karriere
Beim SC Gelsenkirchen 07 begann die fußballerische Laufbahn von Winfried Mittrowski. Zur Runde 1956/57 wechselte er in die A-Jugend von FC Schalke 04 und nahm mit der Jugendnationalmannschaft im April 1957 am UEFA-Juniorenturnier in Spanien teil. Mitspieler in der DFB-Jugend waren die Verteidiger Fritz Pott und Karl-Heinz Schnellinger sowie Mittelläufer Egon Horst. In der Oberligasaison 1959/60 kam Mittrowski zu neun Einsätzen. Er debütierte am 10. Januar 1960 in der Fußball-Oberliga West beim 2:0-Auswärtserfolg bei Rot-Weiß Oberhausen. Er bildete dabei mit Karl-Heinz Borutta und Günter Karnhof die Schalker Läuferreihe. Im Sommer 1960 gab es zwischen Schalke 04 und Viktoria Aschaffenburg einen Spielertausch: Mittrowski wechselte zum Absteiger aus der Oberliga Süd und im Gegenzug unterschrieb der bisherige Aschaffenburger Stopper Egon Horst bei Schalke. Zwei Runden stand er bei Viktoria Aschaffenburg unter Vertrag. Von dort wechselte er 1962 zu Hannover 96 in die Fußball-Oberliga Nord.
Der Neuzugang aus Aschaffenburg debütierte am ersten Spieltag, dem 19. August 1962, in der Oberliga Nord. Die „Roten“ verloren das Heimspiel mit 1:6 Toren gegen den Hamburger SV. Am 30. Rundenspieltag glückte mit einem 3:1-Auswärtserfolg beim HSV die Revanche. Mittrowski wurde in 25 Spielen eingesetzt und erzielte dabei, zumeist als defensiver Außenläufer agierend, zwei Tore. Da Hannover sich mit dem neunten Tabellenplatz nicht für die 1963 neugeschaffene Bundesliga qualifizierte, spielten die „Roten“ in der Saison 1963/64 in der Fußball-Regionalliga Nord. Durch die Vizemeisterschaft – Mittrowski hatte 33 Ligaspiele absolviert – hinter dem FC St. Pauli mit 49 Punkten qualifizierte sich Hannover für die Aufstiegsrunde zur Bundesliga. Unter Trainer Helmut Kronsbein wurde der Aufstieg durch einen 3:1-Heimerfolg am 28. Juni vor 70.000 Zuschauern gegen Hessen Kassel mit 10:2 Punkten erreicht. Neben Mittrowski standen Horst Podlasly, Heinz Steinwedel, Klaus Bohnsack, Otto Laszig, Bodo Fuchs, Fred Heiser, Werner Gräber, Walter Rodekamp, Udo Nix, Georg Kellermann in der Startformation im Aufstiegsspiel.
In die Bundesliga startete der Aufsteiger mit zwei 2:0-Erfolgen. Am 22. August 1964 entführte Hannover durch zwei Treffer von Mittelstürmer Rodekamp zwei Punkte aus dem Stadion Rote Erde beim Spiel gegen Borussia Dortmund und beim ersten Bundesligaheimspiel am 29. August vor 78.000 Zuschauern wurde auch der erste Bundesligameister 1. FC Köln mit dem gleichen Resultat besiegt. In Dortmund hatte sich Mittrowski mit Friedhelm Konietzka und gegen Köln an Wolfgang Overath gemessen. Hannover 96 belegte 1964/65 den fünften Rang. Bis 1967 blieb Mittrowski der Bundesliga und 96 erhalten und kam dabei auf 79 Bundesligaeinsätze mit zwei Toren. In den beiden letzten Jahren seiner Karriere schnürte er seine Schuhe für SV Arminia Hannover und feierte mit den „Blauen“ in der Saison 1967/68 die Meisterschaft in der Fußball-Regionalliga Nord. In der Aufstiegsrunde hatte Arminia aber keine Chance. Wegen einer Nierenbeckenentzündung musste der Schwager von Otto Laszig in der Saison 1968/69 nach 38 Regionalligaspielen seine Fußballkarriere beenden.

## Erfolge
- Aufstieg in die Bundesliga 1964